# فال اوت بوی
فال اوت بوی یک گروه موسیقی آمریکایی است که در تابستان سال ۲۰۰۱ در ایالات متحده آمریکا توسط جو ترومن و در لینویز شکل گرفت. اعضای این گروه پاتریک استامپ، جو ترومن، پیت ونتز و اندی هارلی هستند. این گروه از سال ۲۰۰۳ تا ۲۰۱۸ در مجموع ۹ آلبوم منتشر کرده‌اند.
آلبوم "From Under the Cork Tree" این گروه که در سال ۲۰۰۵ منتشر شد برندهٔ جوایز معتبر زیادی شد و در ایالات متحده ۲٫۵ میلیون نسخه فروش کرد و آهنگ sugar wer're going down به مدت ۲۰ هفته در جدول بهترین‌های Billboard بود.
به دنبال این موفقیت فال اوت بوی در سال‌های ۲۰۰۶ و ۲۰۰۷ تور جهانی برگزار کردند.
آلبوم بعدی آنها "Infinity on High " در سال ۲۰۰۷ منتشر شد که توانست در Billboard ۲۰۰ صدرنشین شود. تک آهنگ "This Ain't a Scene، It's an Arms Race" از این آلبوم در billboard pop رتبه ۱# را به‌دست آورد و در Billboard Hot دوم شد.
در سال ۲۰۱۰ شایعه شد که گروه منحل شده. پاتریک استامپ در مصاحبه‌ای منحل شده گروه را رد کرد و اعلام کرد که فعالیت گروه برای مدتی متوقف شده.
موفق‌ترین تک‌آهنگ‌های این گروه عبارتند از: "This Ain't a Scene، It's an Arms Race" "Sugar، We're Goin Down" که در Billboard Hot ۱۰۰ هشتم شد، "Dance، Dance" گواهینامه پلاتینیوم، "Thnks fr th Mmrs" گواهینامه گلد، "I Don't Care" گواهینامه پلاتینیوم، "My songs know what you did in the dark"، "Centuries"، "The phoenix"، "Irresistible" و "Uma Thurman" که هرکدام برنده جوایز مختلفی مثل: بهترین ویدئو راک سال 2015 MTV , VMA , گواهینامه پلاتینیوم،
فال اوت بوی توسط بیلبورد در بین لیست برترین هنرمندان دهه ۱۰–۲۰۰۰ نود و سومین شد.
همچنین برنده جایزه best alternative rock مراسم AMA (American music Awards) ۲۰۱۵ شد.
علاوه بر این جوایز برنده جایزه grammy awards سال ۲۰۰۶ بخش Best New Artist شد.

## آلبوم‌ها
- Fall Out Boy's Evening Out with Your Girlfriend :۲۰۰۳
- Take This to Your Grave :۲۰۰۳
- From Under the Cork Tree :۲۰۰۵
- Infinity on High :۲۰۰۷
- Folie à Deux :۲۰۰۸
- ۲۰۱۳: Save Rock and Roll
- ۲۰۱۳: Pax-Am-Days
- ۲۰۱۵: American Beauty/American Psycho
- ۲۰۱۸: mania